# Manschettknappar

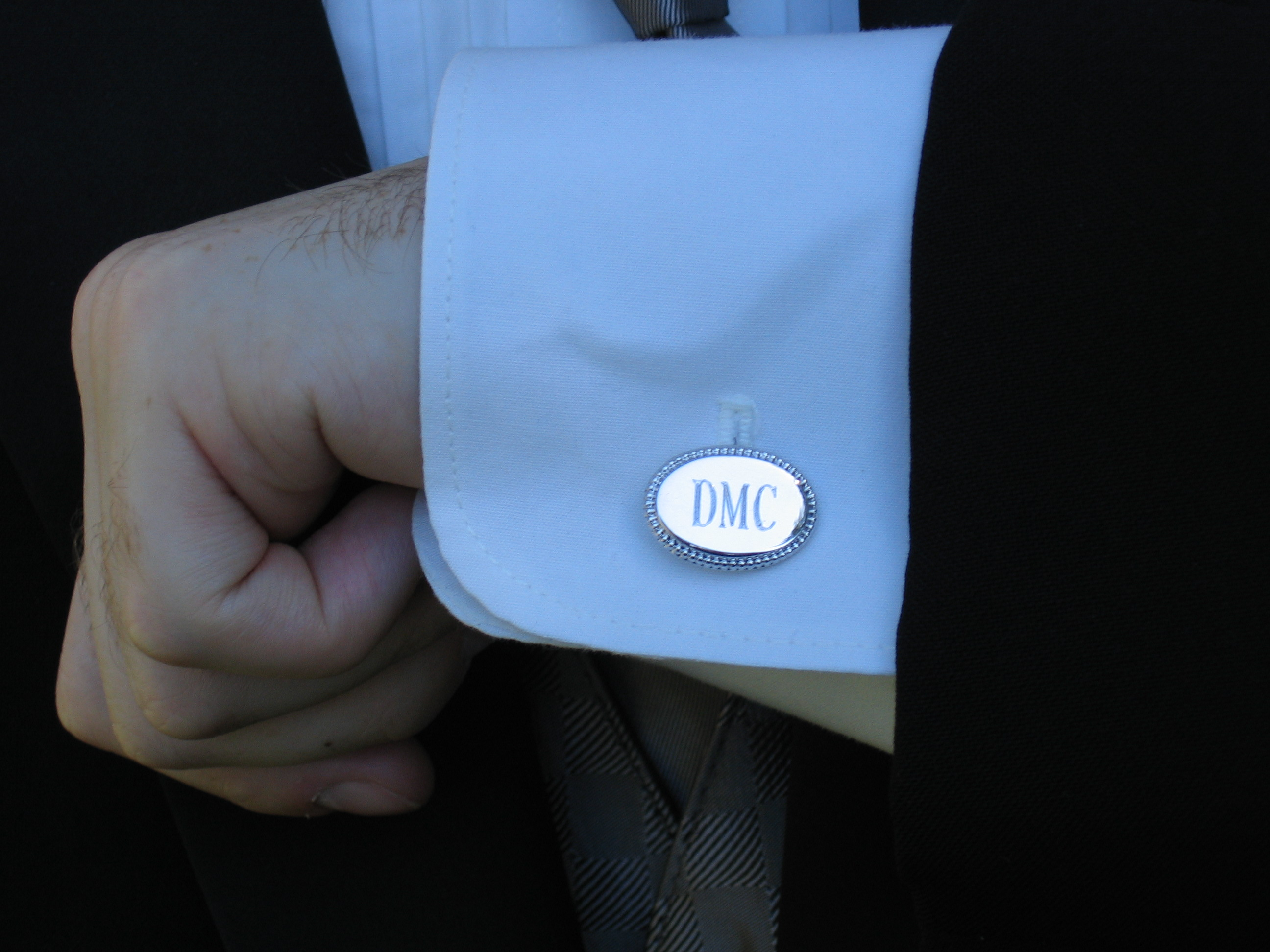
Manschettknapp med monogram.

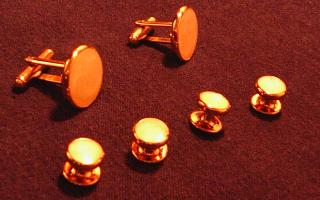
En uppsättning matchande manschettknappar respektive bröstknappar för bruk till frack- eller smokingskjorta.

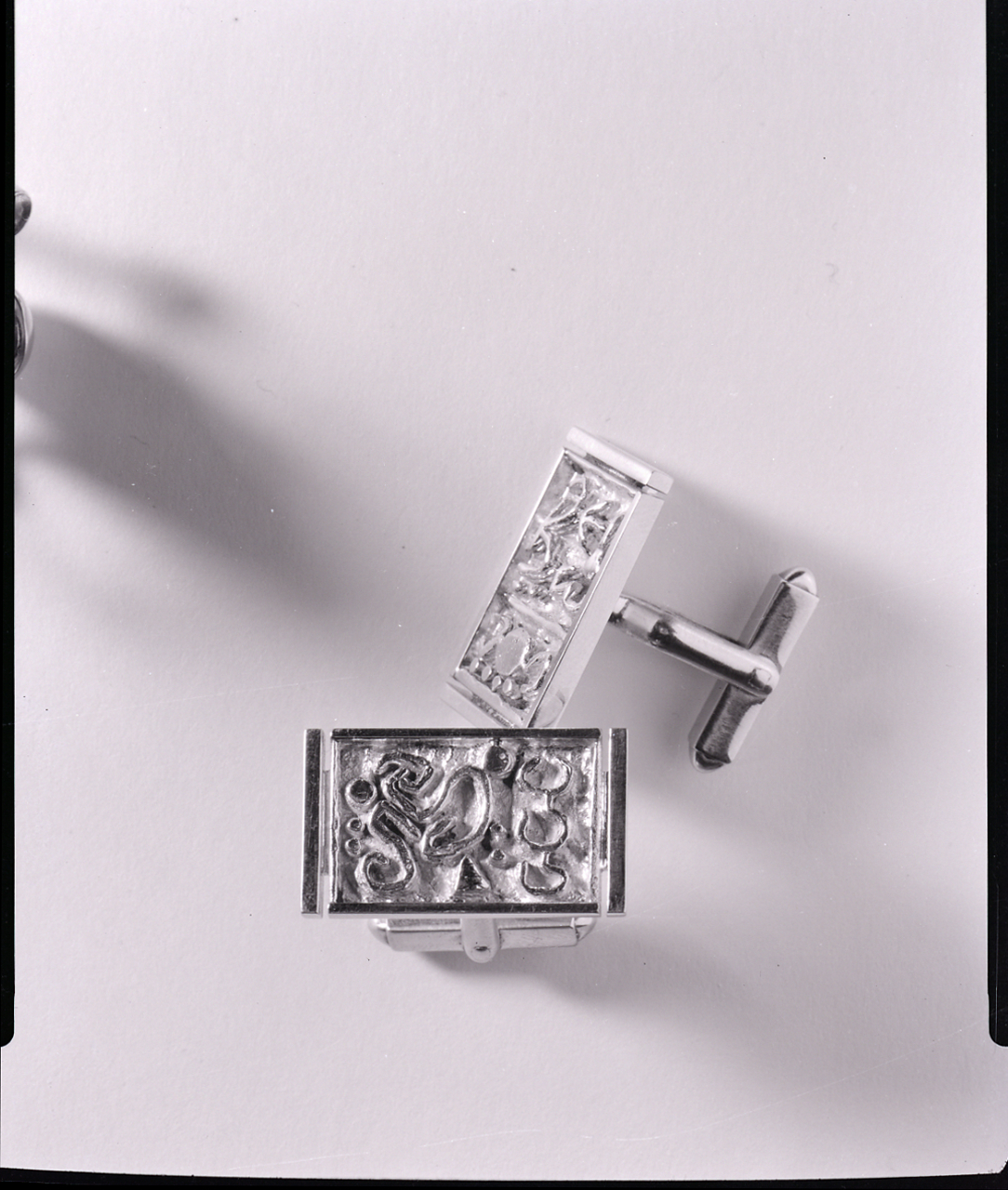
Cufflink photographed by Paolo Monti. Fondazione BEIC

Manschettknappar är parvis sammanhörande accessoarer med funktionen att hålla samman ändarna av manschetterna på främst herrskjortor, men även på vissa damblusar. Också till vissa folkdräkter används manschettknappar. 
Släktskap finns med äldre tiders "länkknappar", "stolpknappar" och "dubbelknappar", vilka åtminstone fanns så tidigt som på vikingatiden, och i äldre tider främst kanske användes som kragknapp. 
Manschettknappar är nödvändiga vid bärandet av skjorta med dubbel (vikt) manschett, men även många skjortor med enkel manschett har ett extra knapphål invid den fasta knäppningen för att möjliggöra bärande av manschettknappar (så kallad kombinationsmanschett).
De moderna manschettknapparna torde ha kommit i bruk under 1800-talet då de mjuka spetsmanschetterna ersattes med stärkta manschetter vilka på grund av sin styvhet inte lät sig knäppas med vanliga fastsydda knappar. Än i dag gäller detta vid bärande av stärkt frackskjorta.
I modern strikt herrklädsel utgör manschettknapparna ett av de få allmänt accepterade inslagen av smycken för män, och knapparna är därför ofta tillverkade i ädla metaller som guld och silver och kan vara försedda med ädelstenar, kulört emalj eller gravyr i form av monogram eller släktvapen. Det finns dock också numera ett tämligen stort utbud av mer humoristiska manschettknappar i form av godisbitar, badkarskranar, musikinstrument med mera. En enklare (men i Sverige mindre vanlig) variant är den som består av små flätade kulörta trådknyten med ett elastiskt band emellan.
Bär man manschettknappar i någon ädelmetall ska dessa matcha eventuella andra accessoarer såsom exempelvis slipsklämma, klockkedja eller – till frack och smoking – bröstknappar.
Manschettknappar utformas och väljs ofta för att spegla bärarens identitet, till exempel genom släktvapen, symbol för lärosätet där man studerat eller som symbol för något intresse bäraren har.